# Лангливил (Илиноис)
Лангливил (енгл. Langleyville) насељено је место без административног статуса у америчкој савезној држави Илиноис.

## Демографија
По попису из 2010. године број становника је 432.
| Група             | 2000.    | 2010.       |
| Белци             | 0 (0,0%) | 422 (97,7%) |
| Афроамериканци    | 0 (0,0%) | 2 (0,5%)    |
| Азијати           | 0 (0,0%) | 0 (0,0%)    |
| Хиспаноамериканци | 0 (0,0%) | 8 (1,9%)    |
| Укупно            | 0        | 432         |